# Лукув-Шльонський
Лукув-Шльонський (пол. Łuków Śląski, нім. Lukow) — село в Польщі, у гміні Гашовиці Рибницького повіту Сілезького воєводства.
Населення — 737 осіб (2011).
У 1975-1998 роках село належало до Катовицького воєводства.

## Демографія
Демографічна структура станом на 31 березня 2011 року:
|          | Загалом | Допрацездатний вік | Працездатний вік | Постпрацездатний вік |
| -------- | ------- | ------------------ | ---------------- | -------------------- |
| Чоловіки | 368     | 67                 | 263              | 38                   |
| Жінки    | 369     | 63                 | 220              | 86                   |
| Разом    | 737     | 130                | 483              | 124                  |